# Вірменія на пісенному конкурсі Євробачення 2024
Вірменія брала участь у пісенному конкурсі Євробачення 2024 в Мальме, Швеція. Громадське телебачення Вірменії (AMPTV) вибрало Ladaniva з піснею «Jako» представляти країну на конкурсі.

## Передісторія
До конкурсу 2024 року, Вірменія брала участь у Євробаченні п’ятнадцять разів із моменту дебюту в 2006 році. Найкращим результатом країни на конкурсі вважається 4-е місце, яке здобули двоє виконавців: Сірушо у 2008 році з піснею «Qélé, Qélé» та Aram Mp3 з піснею «Not Alone» у 2014 році. 
Вірменія за історію своєї участі не змогла кваліфікуватися до фіналу тричі, а саме у 2011, 2018 та 2019 роках. Окрім цього, країна також не брала участь у 2012 році через напружені стосунки з тодішньою країною-господаркою конкурсу Азербайджаном на тлі Карабаського конфлікту, а також у 2021 році через соціально-політичну кризу після Другої карабахської війни. У 2023 році композиція «Future Lover» у виконанні Brunette пройшла у фінал, де посіла 14-е місце зі 122 балами.
Громадське телебачення Вірменії (AMPTV), транслює подію в межах країни та організовує процес відбору для визначення свого представника на конкурсі. У минулому Вірменія використовувала різні методи для вибору заявки, як внутрішній відбір, так і національний фінал у прямому ефірі. 5 грудня 2023 року AMPTV підтвердив свій намір брати участь у Пісенному конкурсі Євробачення 2024.

## До Євробачення

### Внутрішній відбір
Вірменська заявка на Пісенний конкурс Євробачення 2024 була відібрана AMPTV внутрішньо. У січні 2024 року місцеві та міжнародні ЗМІ повідомили про обраний французько-вірменський музичний дует Ladaniva. 9 березня 2024 року мовник офіційно підтвердив дует як вірменського представника на конкурсі 2024 року з піснею «Jako», представленою 13 березня.

## На Євробаченні
Пісенний конкурс Євробачення 2024 відбудеться у Malmö Arena в Мальме, Швеція, і складатиметься з двох півфіналів, які пройдуть відповідно 7 і 9 травня, та фіналу 11 травня 2024 року. Усі країни, за винятком країни-господарки та країн «Великої п’ятірки» (Франція, Німеччина, Італія, Іспанія та Велика Британія), повинні пройти кваліфікацію в одному з двох півфіналів, щоб вийти у фінал. Десять кращих країн з кожного півфіналу пройдуть до фіналу. 
30 січня 2024 року відбулося жеребкування, яке визначило, у якому з двох півфіналів, а також у якій половині шоу виступатиме кожна країна-учасниця на Євробаченні 2024. Вірменія виступатиме у першій половині другого півфіналу.